# Rysia Góra (Trzebniów)

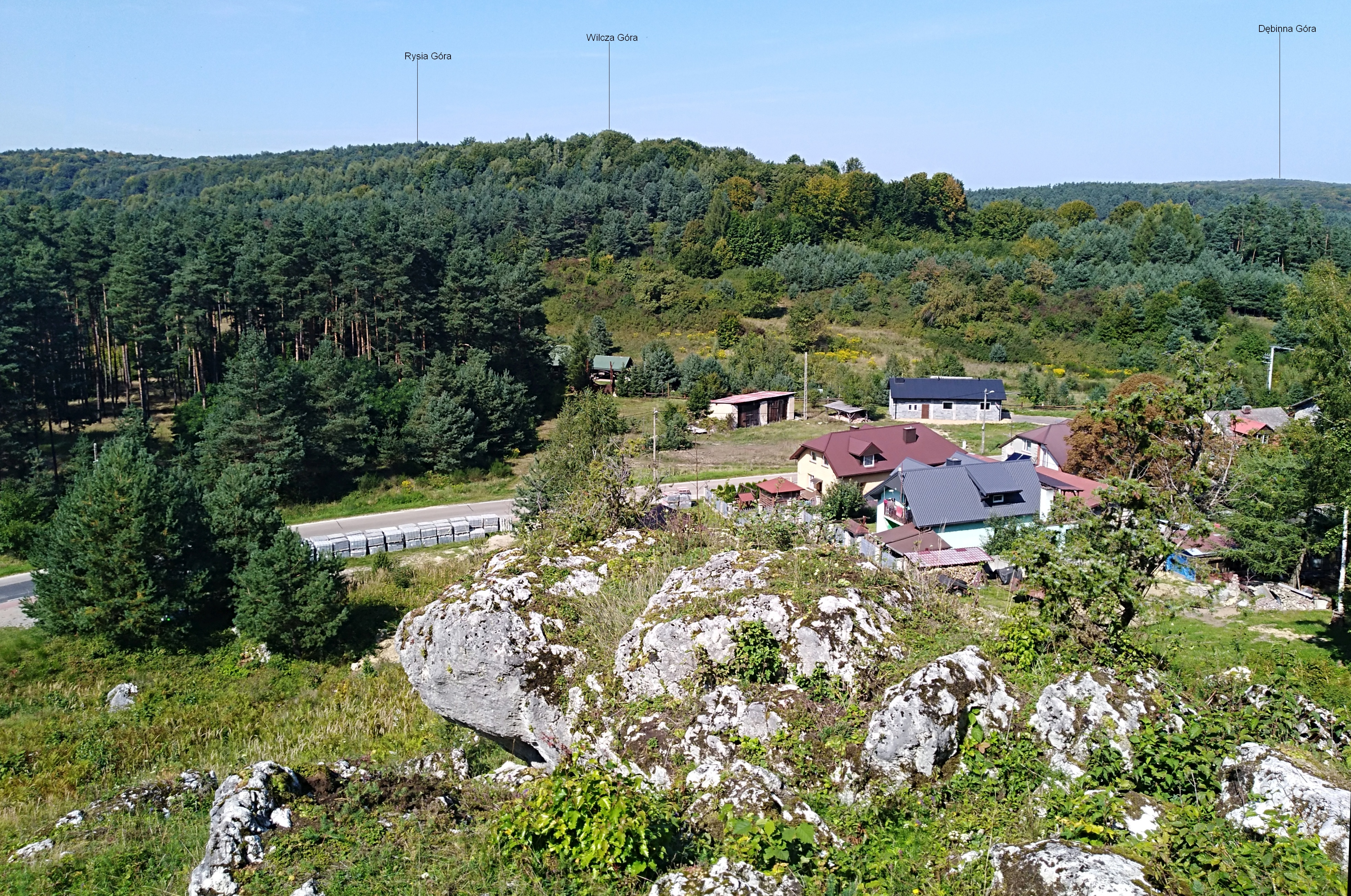
Widok spod Skał na Wzgórzu w Trzebniowie

Rysia Góra (384 m) – wzniesienie we wsi Trzebniów w województwie śląskim, w powiecie myszkowskim, w gminie Niegowa. Pod względem geograficznym znajduje się na Wyżynie Częstochowskiej. 
Rysia Góra to porośnięte lasem wzniesienie na północnym krańcu wsi Trzebniów, wznoszące się po zachodniej stronie drogi biegnącej od Trzebniowa do Ludwinowa. Południowe stoki Rysiej Góry opadają do doliny, która biegnie Siedlecka Droga, szlak rowerowy i pieszy Szlak Orlich Gniazd. Po południowo-zachodniej stronie znajduje się Wilcza Góra. Na Rysiej Górze jest kilka skał wapiennych, a w nich Jaskinia Chuda, Jaskinia w Rysiej Górze, jaskinia Potrzask i Schronisko pod Jaskinią Chudą.